# Steps

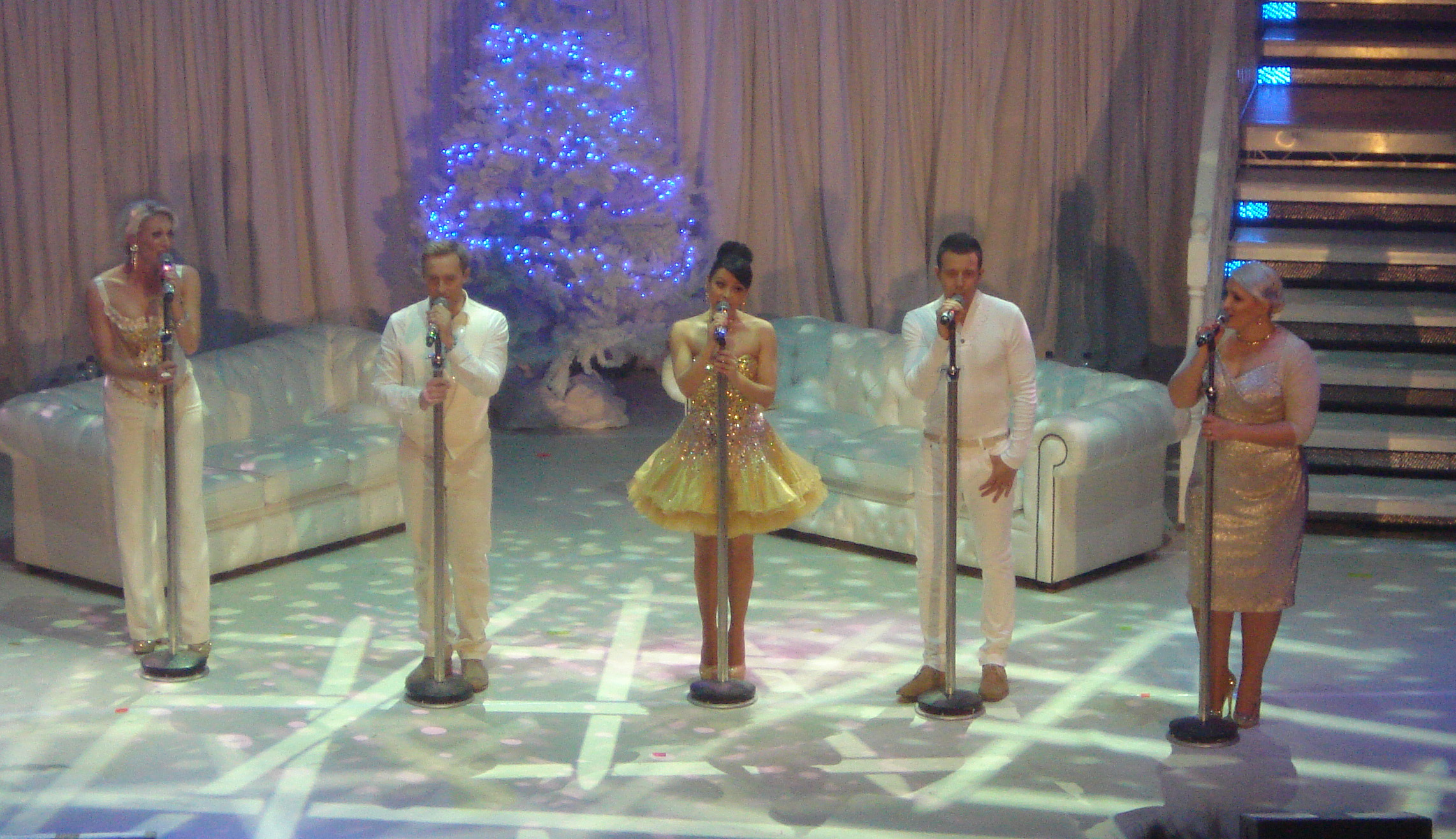

Steps is een Britse popgroep die een aantal hits had. De band bestaat uit Ian 'H' Watkins, Claire Richards, Faye Tozer, Lisa Scott-Lee en Lee Latchford Evans. In alle videoclips kwamen eigen danspasjes voor. Deze danspasjes zaten bij de meeste van hun singles zodat fans mee konden dansen met de muziek, hetgeen de naam Steps verklaart.
Met hun tweede single Last thing on my mind (uptempo cover van Bananarama) scoorde Steps in België zijn allereerste nummer 1-hit. De single stond 10 weken bovenaan de hitlijsten. De opvolger, One for sorrow, bereikte eveneens de hoogste plaats in de hitparade. Ook 5 6 7 8 en Heartbeat/Tragedy bereikten de top 10.
Steps werd opgericht op 7 mei 1997. De vijf leden die de groep zouden vormen werden gezocht via een auditie, uiteindelijk waren deze vijf Claire Richards, Faye Tozer, Lisa Scott-Lee, Ian Watkins, ook bekend als H., en Lee Latchford-Evans. Op 26 december 2001 ging de groep uit elkaar. Na de breuk kregen H and Claire nog een programma op de BBC. Ze gingen ook als duo verder en scoorden in het Verenigd Koninkrijk hits met DJ, Half a heart en All out of love. Lisa deed mee aan het programma Dancing on Ice. In 2007 maken Faye en Claire hun comeback met een soloplaat.
In oktober 2011 verscheen het verzamelalbum The Ultimate Collection en kondigde de groep een comeback aan. Ook toerden ze weer door het Verenigd Koninkrijk. Vooraf verscheen in Engeland een documentaire waarin de Steps-leden voor het eerst in tien jaar weer met elkaar geconfronteerd werden. In deze documentaire vertellen alle leden over hun verzuurde relatie toen de groep nog samen was: over de rivaliteit, jaloezie en onderlinge spanningen. De nieuwste single van Steps uit hun Ultimate Collection-album was een cover van ABBA, namelijk Dancing Queen.
Na een tournee in onder meer Londen en Manchester werkte het vijftal anno 2012 aan Light Up The World, een album met kerstsingles. Light Up The World werd eveneens de nieuwe single van de band. Het album kwam in november uit in het Verenigd Koninkrijk. 
Op 31 december 2016 kwam de groep onverwacht opnieuw samen in de Londense homoclub G-A-Y. De groep bestaat in 2017 20 jaar en ze gaven in de club een nieuwjaarsconcert. De G-A-Y is tevens de locatie waar de groep hun allereerste optreden gaf. Steps liet weten die 20ste verjaardag uitgebreid te vieren, met nieuw materiaal en een tournee. Een eerste single, Scared of the dark, kwam uit op 10 maart 2017 en het album Tears on the Dancefloor verscheen op 21 april 2017. Het album bevat onder meer het lied Story of a heart, dat werd geschreven door Bjorn Ulvaeus en Benny Andersson van ABBA. In april 2017 trad Steps voor de eerste keer weer op in België, waar de groep in de jaren '90 ontzettend populair was.
In 2020, na een pauze van twee jaar, kondigde Steps in september de komst van een nieuw album aan: What The Future Holds. De gelijknamige single werd op 9 september uitgebracht.

## Discografie

### Singles
| Single met eventuele hitnotering(en) in de Nederlandse Top 40 | Datum van verschijnen | Datum van binnenkomst | Hoogste positie | Aantal weken | Opmerkingen                                            |
| ------------------------------------------------------------- | --------------------- | --------------------- | --------------- | ------------ | ------------------------------------------------------ |
| 5 6 7 8                                                       |                       | 7-3-1998              | 22              | 9            |                                                        |
| Last thing on my mind                                         |                       | 30-5-1998             | 11              | 12           |                                                        |
| One for sorrow                                                |                       | 12-9-1998             | 24              | 8            |                                                        |
| Heartbeat/Tragedy                                             |                       | 23-1-1999             | 22              | 9            |                                                        |
| Better best forgotten                                         |                       | 27-3-1999             | tip             |              |                                                        |
| Thank Abba for the music                                      |                       | 24-5-1999             | 14              | 12           | Met Tina Cousins, Cleopatra, B*witched en Billie Piper |
| Love's got a hold on my heart                                 |                       | 17-7-1999             | tip             |              |                                                        |
| After the love has gone                                       |                       | 23-10-1999            | tip             |              |                                                        |

| Single met hitnotering(en) in de Vlaamse Ultratop 50 | Datum van verschijnen | Datum van binnenkomst | Hoogste positie | Aantal weken | Opmerkingen                                            |
| ---------------------------------------------------- | --------------------- | --------------------- | --------------- | ------------ | ------------------------------------------------------ |
| 5 6 7 8                                              |                       | 31-01-1998            | 2               | 21           |                                                        |
| Last thing on my mind                                |                       | 09-05-1998            | 1 (10wk)        | 22           |                                                        |
| One for sorrow                                       |                       | 29-08-1998            | 1(1wk)          | 16           |                                                        |
| Heartbeat/Tragedy                                    |                       | 28-11-1998            | 8               | 16           |                                                        |
| Better best forgotten                                |                       | 20-03-1999            | 20              | 10           |                                                        |
| Thank Abba for the music                             |                       | 17-04-1999            | 23              | 11           | Met Tina Cousins, Cleopatra, B*witched en Billie Piper |
| Love's got a hold on my heart                        |                       | 17-07-1999            | 14              | 10           |                                                        |
| After the love has gone                              |                       | 23-10-1999            | 13              | 8            |                                                        |
| Say you'll be mine                                   |                       | 08-01-2000            | 42              | 3            |                                                        |
| Deeper shade of blue                                 |                       | 29-04-2000            | 36              | 3            |                                                        |
| Stomp                                                |                       | 17-02-2001            | 25              | 5            |                                                        |
| It's the way you make me feel                        |                       | 26-05-2001            | 32              | 7            |                                                        |